# ホワイト山地 (ニューハンプシャー州)
ホワイト山地（White Mountains）は、アメリカ合衆国のニューハンプシャー州にある山地である。ニューハンプシャー州のおよそ4分の1の面積を占め、一部はメイン州に属している。アパラチア山脈の一部であり、アメリカ合衆国北東部の最も険しい山地である。最高峰はワシントン山（Mt. Washington：1,917m）である。山地からはコネチカット川（w:Connecticut River）が南へと流れ、ロングアイランド湾へと注いでいる。

## ホワイト山地で描かれた風景画
1826年に豪雨による地すべりで9人が死亡した事故「ウィリー家の悲劇」が全国的なニュースになり、ホワイト山地が知られるようになり、その後、この地域はアメリカ合衆国の画家が風景を描く場所となった。
- 「ホワイト山地を描く画家たち」
(画)W.ホーマー(1868)
- 「冬のラフィエット山」
(画)トーマス・ヒル(1867)
- 「秋のワシントン山」
(画)J.F.ケンセット (1869)
- 冬のノースモート山
(画)ベンジャミン・チャンプニー(1873)
- Mount Kearsarge in Spring
W.F. Paskell
- 「ワシントン山」
 George McConnell